# معاداة السامية في كندا
معاداة السامية في كندا هي ظهور العداء أو الظلم أو التمييز ضد الشعب اليهودي الكندي أو اليهودية كمجموعة دينية أو إثنية أو عرقية. أثر هذا الشكل من العنصرية على اليهود منذ تأسيس المجتمع اليهودي في كندا في القرن الثامن عشر.

## العقد الأول من القرن التاسع عشر
في 11 أبريل 1807، انتُخب السياسي اليهودي إيزكيل هارت لعضوية الجمعية التشريعية لكندا السفلى بعد منافسته لثلاثة مرشحين آخرين، وحصل على 59 صوتًا من أصل 116. رفض هارت أن يؤدي قسم الولاء المبني على المسيحية ففصله المجلس التشريعي من الخدمة. التمس هارت المجلس التشريعي قائلًا إنه بينما يؤمن بحقه القانوني في شغل مقعد عبر القسم المستخدم من قبل اليهود في المحاكم، فهو ينوي أداء القسم المستخدم لأولئك المنتخبين في الجمعية. بعد عدة تشاورات، قررت الجمعية في 20 فبراير 1808 بأغلبية 35 صوتًا مقابل 5 أصوات أنه «لا يمكن لإيزكيل هارت المحترم، المعتنق للديانة اليهودية، أن يشغل مقعدًا أو يجلس أو يصوّت في هذا المجلس». تُعرف أحداث ما بين عامي 1807-1809 باسم قضية هارت.
في 16 مارس 1831، قُدّم مشروع قانون للجمعية التشريعية يمنح اليهود الحقوق السياسية المساوية لحقوق المسيحيين. أقر كل من المجلس والجمعية هذا القانون سريعًا، وتلقى الموافقة الملكية في 5 يونيو 1832.

## ثلاثينيات القرن العشرين إلى أربعينياته
بين عامي 1930 و1939، رفضت كندا جميع اللاجئين اليهود القادمين من أوروبا النازية تقريبًا، وقبلت نحو أربعة آلاف من أصل 800 ألف يهودي باحث عن ملجأ، وذلك حسب ما هو موثق في كتاب لا عدد أكثر من اللازم: كندا ويهود أوروبا 1933-1948، الذي اشترك في تأليفه المؤرخان الكنديان إرفينغ أبيلا وهارولد تروبر ونُشِر عام 1983. أبحرت عابرة المحيط موتورشيف سانت لويس من هامبورغ في مايو 1939 حاملةً 937 لاجئًا يهوديًا يطلبون المأوى هربًا من الاضطهاد النازي. كانت الوجهة كوبا، لكن المسؤولين في هافانا ألغوا تأشيرات الركاب اليهود. كانت هجرة اليهود محدودة للغاية في أمريكا الشمالية، لذلك مُنع الركاب من الدخول إلى كندا أو الولايات المتحدة.
اندلعت موجات من العنف ضد اليهود وأملاكهم في أغسطس عام 1933 مع أعمال شغب في كريستي بيتس، واستمر الصراع العنيف بين الشباب اليهود والمسيحيين ست ساعات في تورنتو، أونتاريو. بدأت الصلبان المعقوفة وشعارات النازية بالظهور في شواطئ تورنتو الشرقية، وهوجم السباحون اليهود.
في عام 1934، أنشأ أدريان أركاند حزب الوحدة الوطنية في مونتريال على غرار الحزب النازي. تسببت أعمال حزبه بمسيرات ومقاطعات ودعايات ومؤلفات معادية للسامية، وإنشاء عدة منظمات شبه نازية على امتداد كندا. في عام 1934 أيضًا، انسحب جميع الأطباء المقيمين في مشفى نوتردام في مونتريال احتجاجًا على توظيف الطبيب سامويل رابينوفيتش، وهو يهودي تخرج من جامعة مونتريال، مشرفًا على المقيمين. حُلّ النزاع بعد عدة أيام حين استقال المشرف الجديد من منصبه. رتبت إدارة المشفى إقامة أخرى للطبيب رابينوفيتش في سانت لويس، ميسوري، حيث بقي فيها حتى عام 1940، وعاد بعد ذلك إلى مونتريال والممارسة الطبية.
في عام 1938، عُقد مؤتمر للفاشية الوطنية في ميساي هول في تورنتو.
كان الفصل السكني المعادي للسامية شائعًا أيضًا خلال فترة ثلاثينيات القرن العشرين حتى أربعينياته، وتحقق ذلك عبر العهود المقيدة. تمثلت هذه العهود باتفاقيات بين مالكي العقارات على عدم بيع أي عقار أو تأجيره لأعراق معينة، بما في ذلك اليهود، أو أحكام ضد العمل وضعها مستثمرو الأراضي قيّدت الملكية بناءً على الأصل العرقي. في ذلك الوقت، كان من الممكن أن تطبق العهود المقيدة بواسطة المحاكم.
في استطلاع للرأي أجرته مؤسسة غالوب عام 1943، جاء اليهود في المرتبة الثالثة بعد اليابانيين والألمان بصفتهم أقل لاجئين مرحب بهم في كندا.
أشارت مقالة منشورة في مجلة ماكلين في عام 1948 حول معاداة السامية في كندا بقلم بيير بيرتون إلى هذه العنصرية: وظّف بيرتون شابتين للتقدم إلى نفس الوظائف، إحداهما باسم غرينبيرغ والأخرى باسم غريمس. حصلت غريمس على مقابلات لكل طلب تقريبًا، في حين كانت الشواغر التي حصلت عليها غريمس «مشغولة» بالفعل حين تقدمت غرينبيرغ بطلبها، أو تجاهلوا طلباتها. حين تواصل بيرتون مع عدد من هذه الشركات، قيل له «إن اليهود لم يملكوا الطبع المناسب»، أو إنهم «لم يعرفوا موقعهم»، أو إنهم «لا يوظفون اليهود».
أرسل بيرتون خلال أبحاثه حول معاداة السامية في كندا رسالتين مختلفتين إلى 29 منتجعًا صيفيًا، إحداهما موقعة باسم مارشال، والأخرى موقعة باسم روزينبرغ. تمكن «مارشال» من الحصول على ضعف عدد الحجوزات التي حصل عليها «روزينبرغ». لم ترد بعض المنتجعات على «روزينبرغ»، وأخبره بعضها الآخر بأنها محجوزة بالكامل.

## «معاداة السامية الجديدة» في كندا
في عام 2009، أسست الأحزاب السياسية الفيدرالية الكبرى الائتلاف البرلماني الكندي لمكافحة معاداة السامية من أجل تحري معاداة السامية ومكافحتها، وعلى وجه الخصوص ما يُشار إليه على أنه معاداة السامية الجديدة. يُقال إن هذا الشكل من الكره يستهدف إسرائيل، ويتكون نتيجة مزاعم «جرائم الحرب» الإسرائيلية والادعاءات الأخرى ويتغذى عليها. شملت الأفعال المعادية لإسرائيل، والتي أدت إلى تشكيل الائتلاف البرلماني، حملات المقاطعة في الجامعات وبعض الكنائس، وامتدت لتصل إلى هجمات على المعابد والأفراد والمؤسسات اليهودية. شملت نشاطاتٍ مثل «أسبوع الأبارتيد الإسرائيلي» في جامعة كونكورديا (مونتريال) وجامعة يورك وجامعة تورنتو، وحملات المقاطعة المستهدفة إسرائيل (بي دي إس)، ما اعتبره البعض «أشكالًا من معاداة السامية».
في 9 سبتمبر 2002، في جامعة كونكورديا، سعت مجموعة مناصرة للفلسطينيين إلى منع خطاب مقرر لرئيس الوزراء الإسرائيلي السابق آنذاك (والحاليّ) بنيامين نتنياهو، وأُلغي الحدث نتيجة لذلك.
في جامعة يورك عام 2009، هاجم الناشطون المناصرون للفلسطينيين الطلاب اليهود، وهتفوا «الصهيونية تساوي العنصرية!» و«ليخرج العنصريون من الحرم الجامعي!». صرح أحد الشهود بأن المهاجمين قد بدؤوا بالطرق على الأبواب والنوافذ، وترهيب الطلاب اليهود، والصراخ بشتائم معادية للسامية مثل «فلتمت أيها اليهودي» و«اخرج من الحرم بحق الجحيم» و«عُد إلى إسرائيل» و«اليهودي اللعين». حصّن الطلاب أنفسهم داخل مكاتب هيليل، حيث طرق المحتجون على النوافذ وحاولوا اقتحامها حسب ما ورد في التقارير. استُدعيت الشرطة لمرافقة الطلاب اليهود وإخراجهم بين المحتجين.
في عام 2009، خُربشت كتابات معادية للسامية على نصب تذكاري يهودي في أوتاوا، ونُسبت إلى مجموعة مناصرة للفلسطينيين.
تولت المجموعات اليهودية الكندية الرائدة مثل مركز الشؤون الإسرائيلية واليهودية (سي آي جاي إيه) وَبناي بريث كندا زمامَ القيادة في الرد، في حين اختارت بعض المنظمات الأخرى مثل الفرع الكندي للصندوق الجديد لإسرائيل ألا تلعب أي دور في الأمر. في أغسطس 2012، عارض مركز الشؤون الإسرائيلية واليهودية حملات المقاطعة وسحب الاستثمارات التي قامت بها الكنيسة المتحدة لكندا (يو سي سي)، وميز الرئيس التنفيذي للمركز شمعون فوجيل بين انتقاد سياسات إسرائيل والمبادرات التي تستفرد إسرائيل بالإرغام الاقتصادي.[14]